# Anisotome antipoda
Anisotome antipoda är en flockblommig växtart som beskrevs av Joseph Dalton Hooker. Anisotome antipoda ingår i släktet Anisotome och familjen flockblommiga växter. Inga underarter finns listade i Catalogue of Life.